# Sérgio Mendes
Pour les articles homonymes, voir Mendes.
Sérgio Santos Mendes, plus connu sous le nom de Sérgio Mendes, est un pianiste, compositeur, et arrangeur brésilien né le 11 février 1941 à Niterói dans l'État de Rio de Janeiro et mort le 5 septembre 2024 à Los Angeles.
Il est avant tout connu pour avoir interprété, avec son groupe Sérgio Mendes & Brasil '66, la chanson Mas que nada composée par Jorge Ben Jor. Il a également contribué de manière significative à la diffusion de la bossa nova, du samba jazz et de la MPB à l'extérieur du Brésil.

## Biographie
Sérgio Mendes naît à Niterói, au Brésil, d'un père médecin. Il fréquente le conservatoire de sa ville dans l'espoir de devenir pianiste classique. À mesure que son intérêt pour le jazz s'accroît, il commence à se produire dans les boîtes de nuit de Rio à la fin des années 1950, en particulier au Little Club de la Beco das Garrafas, au moment même où la bossa nova fait son apparition. Mendes joue avec Antônio Carlos Jobim (qu'il considère comme un mentor) et de nombreux musiciens de jazz américains qui effectuent des tournées au Brésil.
En 1961, Sérgio Mendes enregistre son premier album Dance Moderno (en) pour Philips. L'année suivante, il crée le groupe de jazz Sexteto Bossa Rio, avec lequel il collabore à des albums de Cannonball Adderley et Herbie Mann.  En novembre 1962, il participe au concert historique Bossa Nova at Carnegie Hall à New York. Il s'installe aux États-Unis en 1964 et enregistre, avec un nouveau groupe dénommé Sérgio Mendes & Brasil '65, deux albums avec Capitol Records et Atlantic Records.
En 1966, Sérgio Mendes, après avoir procédé à quelques changements dans son groupe, qu'il rebaptise Sérgio Mendes & Brasil 66, connaît le succès avec la sortie de son premier single chez A&M, qui contient la chanson Mas que Nada, de Jorge Ben Jor.
Sérgio Mendes se marie en 1970 avec la chanteuse Gracinha Leporace (en) avec laquelle il a deux enfants, Gustavo et Tiago.
À partir du milieu des années 1970, la carrière de Mendes connait un creux, ses nouveaux albums ayant moins de succès. Ses retrouvailles avec le grand public ont lieu en 1984, avec la sortie du single Never Gonna Let You Go qui atteint la quatrième place au Billboard Hot 100. Peu de temps après, il sort l'album Confetti, contenant, entre autres chansons, Olympia, réalisé pour les Jeux olympiques d'été de 1984 à Los Angeles.
Dans les années 1990, il enregistre l'album Brasileiro, qui, en plus de le ramener dans les charts, lui vaut le Grammy 1993 dans la catégorie World Music. En 2006, Mendes sort l'album Timeless avec la participation, entre autres, de Stevie Wonder et des Black Eyed Peas.
En 2012, il a été sélectionné pour l'Oscar de la meilleure chanson originale en tant que co-compositeur de la chanson Real in Rio (Rions à Rio) du dessin animé Rio.
Mendes meurt à 83 ans à Los Angeles, aux États-Unis, le 5 septembre 2024.

## Discographie

### Albums en tant que leader
- 1961 : Dance Moderno (en) (Philips)

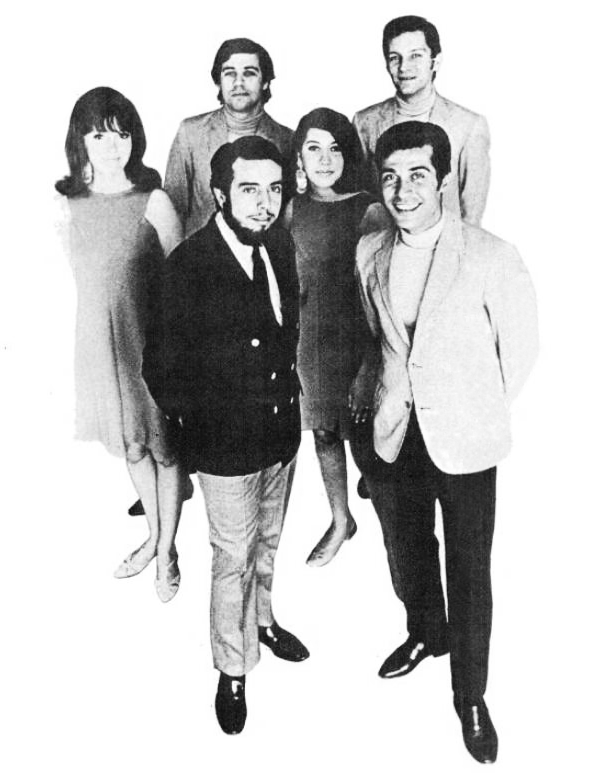
Sérgio Mendez & Brasil '66 en 1966.

- 1963 : Você ainda não ouviu nada. Sérgio Mendes & Bossa Rio (Philips)
- 1965 : Bossa Nova York avec Antônio Carlos Jobim (Elenco) (publié aux États-Unis sous le titre The Swinger from Rio (en) par Atlantic)
- 1965 : In person at El Matador (en) - Sérgio Mendes & Brasil '65 (Atlantic)
- 1965 : Brasil '65. Wanda de Sah featuring The Sérgio Mendes Trio (Capitol)
- 1966 : The great arrival (en) (Atlantic)
- 1966 : Herb Alpert Presents Sérgio Mendes & Brasil '66 (A&M)
- 1967 : Quiet Nights (Philips)
- 1967 : Equinox - Sérgio Mendes & Brasil '66 (A&M)
- 1967 : The Beat of Brazil (Atlantic)
- 1968 : Sérgio Mendes' Favorite Things (en) (Atlantic)
- 1968 : Look around - Sérgio Mendes & Brasil '66 (en) (A&M)
- 1968 : The fool on the hill-Sérgio Mendes & Brasil '66 (A&M)
- 1969 : Crystal illusions - Sérgio Mendes & Brasil '66 (A&M)
- 1970 : Ye-me-lê. Sérgio Mendes & Brasil '66 (A&M)
- 1970 : Live at Expo' 70. Sérgio Mendes & Brasil '66 (A&M)
- 1971 : Stillness - Sérgio Mendes & Brasil '66 (A&M)
- 1971 : País tropical - Sérgio Mendes & Brasil '77 (A&M)
- 1972 : Primal Roots (AKA Raizes) - Sérgio Mendes & Brasil '77 (A&M)
- 1973 : Love music - Sérgio Mendes & Brasil '77 (Bell Records)
- 1973 : In concert - Sérgio Mendes & Brasil' 77 (A&M)
- 1974 : Vintage 74 - Sérgio Mendes & Brasil' 77 (Bell Records)
- 1975 : Sérgio Mendes (LP)
- 1976 : Homecooking - Sérgio Mendes & Brasil '77 (Elektra)
- 1977 : Sérgio Mendes & and the New Brasil '77 (Elektra)
- 1978 : Brasil '88 (Elektra)
- 1978 : Pelé - (Original Soundtrack) (Atlantic)
- 1979 : Magic Lady (Elektra)
- 1979 : Horizonte aberto (Som Libre)
- 1983 : Sérgio Mendes (A&M)
- 1984 : Confetti (A&M)
- 1986 : Brasil '86 (A&M)
- 1989 : Arara (A&M)
- 1992 : Brasileiro (en) (Elektra)
- 1996 : Oceano (Verve)
- 2006 : Timeless (Concord)
- 2008 : Encanto (Concord)
- 2010 : Bom Tempo (Concord)
- 2014 : Magic (Okeh)
- 2019 : In The Key of Joy (Concord)

### Collaborations
- 1963 : Do the Bossa Nova with Herbie Mann (en) (Atlantic)
- 1963 : Cannonball's bossa nova with Bossa Rio (en) (Riverside)
- 1963 : Bossa Nova at Carnegie Hall (Audio Fidelity Records (en))[7]

## Distinctions
| Année | Awards              | Catégorie                             | Contenu                           | Résultat |
| ----- | ------------------- | ------------------------------------- | --------------------------------- | -------- |
| 1993  | Grammy Awards       | Best World Music Album                | "Brasileiro"                      | Gagné    |
| 2005  | Latin Grammy Awards | Lifetime Achievement Award            |                                   | Gagné    |
| 2006  | Latin Grammy Awards | Record of the Year                    | Mas que Nada Feat Black Eyed Peas | Nommé    |
| 2008  | Latin Grammy Awards | Best Brazilian Song                   | Acode Feat Vanessa da Mata        | Nommé    |
| 2010  | Latin Grammy Awards | Best Brazilian Contemporary Pop Album | Bom Tempo                         | Gagné    |
| 2011  | Grammy Awards       | Best Contemporary World Music Album   | Bom Tempo                         | Gagné    |
| 2012  | Academy Awards      | Best Original Song                    | Real in Rio                       | Gagné    |